# 교향곡 22번 (하이든)
《교향곡 22번 내림마장조 Hob.l:22 '철학자'》는 요제프 하이든의 교향곡이다. 

## 개요
1762년 3월에 파울 안톤 후작이 사망하자 화려한 것을 좋아하는 니콜라우스(1714 ~ 1790)가 그 뒤를 이었다. 니콜라우스 후작 밑에서는 매주 2번 아카데미(연주회)가 개최되었고 이를 위해 하이든이 교향곡이나 협주곡을 작곡했다. 이 곡은 '느리게-빠르게-느리게-빠르게'라는 바로크 시대의 교회 소나타를 모방한 악장 구성으로 되어 있다. 하이든은 이 악장 구성을 1768년까지 교향곡 5, 11, 18, 21, 34번에 사용했다. 미뉴에트 악장의 트리오를 포함해 모든 악장이 으뜸조로 통일되어 있는 것도 두드러진 특징이다. 
악기편성으로는 보통 2대의 오보에 대신에 5도 정도 낮은 잉글리시 호른 2대가 편성되어 있다. 이런 편성은 교향곡 역사상으로도 매우 드물다. 때문에 당시 출판악보나 필사악보에서도 잉글리시 호른이 아닌 오보에 또는 플루트로 지시되어 있는 경우도 많았다.
이 곡에 붙어 있는 〈철학자〉 라는 부제는 자필 원본에는 나타나지 않는 것으로서 작곡자 자신이 붙인 것이 아닌 듯 하다. 하지만 모데나의 에스테 공작 가문 도서관에서 발견된 1790년의 한 필사본에 이 제목이 기록되어 있는 것으로 봐서 이미 하이든 생전에 사용되었을 것이다. 이 별칭은 대위법적 시계 효과 속에서 호른과 잉글리시 호른이 선율을 서로 주고 받는 것이 마치 철학적 질문과 대답 혹은 진지한 논쟁을 연상시키는 데서 착안한 듯 하다.

## 연주시간
- 약 23분

## 편성
잉글리시 호른2, 호른2, 현5부

## 구성

### 제1악장 Adagio
소나타 형식 제시부에서는 모든 현악기가 p로 통주저음풍에 의한 8분음표로 진행하는 동안, 처음에는 호른이 나타나고 계속해서 잉글리시 호른이 ff로 코랄풍의 제1주제를 연주한다. 이때 바이올린에는 약음기를 사용한다. 여기서 2대의 호른이 옥타브로 연주되는데 비해 울림이 예민한 잉글리시 호른 2대는 같은 음높이를 취하기 때문에 두 음색의 대비가 현저하게 나타난다. 이 프레이즈가 반복되어 경과구가 되고 잉글리시 호른과 제1바이올린에는 매끄러운 선율적 동기가 나타남과 동시에 각 성부가 대립된다. 딸림조의 내림나장조가 확립되고 난 후 호른의 지속음과 함께 바이올린이 으뜸음에서 하행하는 제2주제가 시작된다. 그 뒤에 제2주제의 리듬에서 파생된 짧은 코다가 이어진다.

### 제2악장 Presto
바이올린은 약음기 없이. 바이올린의 저음현과 관악기가 번갈아 연주하면서 활기찬 12마디의 제1주제가 시작된다. 바이올린이 옥타브 도약을 하는 경과구를 거쳐 내림나장조의 제2주제가 오보에롤 시작되면 도약을 반복하는 바이올린이 그뒤를 잇는다. 처음의 바이올린 동시를 잉글리시 호른이 재연하면서 제시부를 맺는다. 
발전부는 우선 바단조로 경과구의 도약음형이 전개되면서 시작된다. 뒤이여 으뜸조로 제1주제가 나타나는데 곧 내림가장조로 제1주제 후반의 음형이 연주되고 조의 상태가 불안정한 채로 자유로운 전개를 맞는다. 다단조에 의한 처음 동기의 반복, 으뜸조로 옯기면서 이루어지는 제2주제 첫 부분의 바이올린 반주음형의 반복을 거쳐 발전부를 맺는다. 재현부에서는 제1주제의 처음 부분만 재현되는 것이 아니고 제시부가 거의 충실하게 재현된다.

### 제3악장 Menuetto-trio
복합3부 형식. 미뉴에트의 무곡풍 주제는 호은을 제외한 모든 성부가 대립된다. 트리오에서는 관악기가 독주적으로 활약한다.

### 제4악장 Finale,Presto
6/8박자. 샤낭음악처럼 경쾌하고 호른의 활약이 두드러진다. 제시부 내림마음을 지속시키는 저음현의 울림 위에 바이올린이 관악기와 번갈아가면서 16마디의 제1주제를 연주한다. 경과구에 이어 제1주제의 처음 동기와 관련된 제2주제가 내림나장조로 잉글리시 호른과 바이올린을로 번갈아 연주되며 시작된다. 제2주제는 몆 가지의 이질적인 요소로 구성되어 있으며, 주제가 긴 것은 초기 하이든의 특징이다. 발전부에서는 우선 제1주제의 처음 동기를 조성이 불안정한 상태에서 대회법으로 다루고 이 동기에서 파생한 제2주제의 동기를 멏 번씩 반복하면서 재현부로 들어간다. 재현부는 일반적인 형태로 진행된다. 

## 참고 문헌
- 《작곡가별 명곡해설 라이브러리》 14권 '하이든' 〈음악지우사〉 (音樂世界)